# Mortal Kombat: Conquest
Mortal Kombat: Conquest var en amerikansk tv-serie, som sändes mellan 1998 och 1999. Serien är baserad på fightingspelet Mortal Kombat. Det sändes totalt 22 avsnitt.

## Rollista
| Paolo Montalban  | – Kung Lao    |
| Daniel Bernhardt | – Siro        |
| Kristanna Loken  | – Taja        |
| Jeffrey Meek     | – Rayden      |
| Tracy Douglas    | – Vorpax      |
| Bruce Locke      | – Shang Tsung |

## Avsnitt
1. Eternal Warrior (del 1)
2. Eternal Warrior (del 2)
3. Cold Reality
4. Immortal Kombat
5. The Essence
6. Noob Saibot
7. Debt of the Dragon
8. Undying Dream
9. Quan Chi
10. Unholy Alliance
11. Thicker Than Blood
12. Shadow of a Doubt
13. Twisted Truth
14. The Festival of Death
15. The Serpent and the Ice
16. Kreeya
17. The Master
18. In Kold Blood
19. Flawed Victory
20. Balance of Power
21. Stolen Lies
22. Vengeance

## Övrigt
Serien finns att köpa på DVD i Australien och Storbritannien.